# Deutsche Gesellschaft für Gefäßchirurgie und Gefäßmedizin
Die Deutsche Gesellschaft für Gefäßchirurgie und Gefäßmedizin – Gesellschaft für operative, endovaskuläre und präventive Gefäßmedizin e. V. (DGG) ist die medizinische Fachgesellschaft für Gefäßchirurgie und Gefäßmedizin in Deutschland. Zweck ist die Interessensvertretung des Fachgebietes sowie die Förderung von Forschung, Aus-, Fort- und Weiterbildung, sowie Qualitätssicherung in der Gefäßchirurgie und Gefäßmedizin. Der Sitz der Gesellschaft ist in Berlin. Aktueller Präsident ist Jörg Heckenkamp, Direktor und Chefarzt der Klinik für Gefäßchirurgie, Niels-Stensen-Kliniken, Marienhospital Osnabrück. Die Leiterin der Geschäftsstelle ist Livia Cotta.

## Mitgliedschaften und Kooperationen
Die Deutsche Gesellschaft für Gefäßchirurgie und Gefäßmedizin ist Mitglied der Arbeitsgemeinschaft der Wissenschaftlichen Medizinischen Fachgesellschaften (AWMF) (seit 1995) und der Deutschen Gesellschaft für Chirurgie. Die DGG arbeitet eng mit der Österreichischen Gesellschaft für Gefäßchirurgie (ÖGG), der Schweizerischen Gesellschaft für Gefäßchirurgie (SGG) und der European Society of Vascular Surgery (ESVS) zusammen.

## Kommissionen
Innerhalb der DGG gibt es verschiedene Kommissionen, die unterschiedliche Themengebiete wissenschaftlich bearbeiten und zu den einzelnen Themen Stellungnahmen, Empfehlungen und Leitlinien veröffentlichen.
- Kommission Beruf und Familie
- Kommission Dialysezugänge
- Kommission Hygiene, Wunde und Septische Gefäßchirurgie
- Kommission Internet/Öffentlichkeitsarbeit
- Kommission Katastrophenmedizin und Gefäßtraumatologie
- Kommission Klima und Gefäßgesundheit
- Kommission konservative Gefäßtherapie
- Kommission Konvent der Ordinarien
- Kommission Krankenhausökonomie
- Kommission künstliche Intelligenz und digitale Systeme
- Kommission Leitlinien
- Kommission PAVK und Diabetischer Fuß
- Kommission perioperative Medizin
- Kommission Phlebologie
- Kommission Qualitätssicherung und Patientensicherheit
- Kommission Ultraschall
- Kommission Wissenschaft und Forschung
- Kommission Weiterbildung

## Private Akademie DGG
Die Private Akademie der DGG wurde 2006 als eine Tochtergesellschaft der Deutschen Gesellschaft für Gefäßchirurgie und Gefäßmedizin gegründet. Neben der Fortbildung widmet sie sich der Vernetzung von klinischer Forschung sowie der Zertifizierung von Kliniken zum zertifizierten Gefäßzentrum. Es gibt folgende Sektionen in der Privaten Akademie:
- Sektion Gefässassistent(in) DGG
- Sektion Endovaskuläre Techniken
- Sektion Gefässchirurgische Techniken
- Sektion Zertifizierung

## Zertifizierung
In der Medizin haben sich in den letzten Jahren eine Vielzahl von spezialisierten Kompetenzzentren wie z. B. Trauma-Zentren oder onkologische Zentren gebildet. Die Ziele dabei sind vielfältig und beinhalten unter anderem die Qualitätsverbesserung in der Patientenversorgung, die Verzahnung von ambulanter und stationärer Versorgung sowie die Verbesserung der Positionierung und Außendarstellung in einem zunehmend kompetitiven ökonomischen Umfeld. 2003 startete die DGG die Zertifizierung von Gefäßzentren. Aktuell sind mehr als 120 Zentren in Deutschland zertifiziert bzw. re-zertifiziert. Seit 2006 erfolgt die Koordination der Zertifizierung durch die Private Akademie der DGG. Eine erfolgreiche Zertifizierung gilt als Qualitätssiegel und steht für die Vorhaltung eines personellen, apparativen und therapeutischen Standards.

## Leitlinien zur Behandlung
Die Gesellschaft entwickelt zu Themen ihres Fachgebiets medizinische Leitlinien, die im Rahmen des AWMF-Leitlinienprogramms veröffentlicht werden.

## Publikationen
Offizielles Publikationsorgan der Gesellschaft ist die Gefässchirurgie – Zeitschrift für vaskuläre und endovaskuläre Medizin.

## Junges Forum der DGG
Das Junge Forum der DGG wurde 2009 gegründet und setzt sich ein für Belange von jungen Ärztinnen und Ärzten in gefäßchirurgischer Weiterbildung. Ziel ist, junge Kolleginnen und Kollegen auf dem Weg zum Facharzt für Gefäßchirurgie zu unterstützen, die Attraktivität und Perspektive der Gefäßchirurgie auch Medizinstudierenden aufzuzeigen, Fortbildungsmodelle und Karrierekonzepte für Assistenzärzte, Fachärzte und junge Oberärzte zu entwickeln, sowie deren wissenschaftliches Engagement in Forschung und Lehre gezielt zu unterstützen. Ein weiteres Ziel ist die bessere Planbarkeit des chirurgischen Alltags und die Vereinbarkeit von Familie und Beruf.

## Preise und Stipendien
Der Verein vergibt mehrere Preise und Stipendien.
| Name                         | Einführungsdatum | Beschreibung |
| ---------------------------- | ---------------- | --- |
| Aortenpreis                  | 2009             | Förderung und Starthilfe für konkrete Forschungsvorhaben auf dem Gebiet der Aortenchirurgie |
| Forschungsstipendium der DGG | 1994             | Geplantes klinisches oder grundlagen-orientiertes Forschungsvorhaben |
| Jean-Kunlin Medaille         | 1992             | Personen, die sich in besonderer Weise um die Gefäßchirurgie verdient gemacht haben |
| Jörg-Vollmar-Preis           | 2009             | - Innovative Forschungsergebnisse in der Gefäßmedizin - Populärwissenschaftliche Veröffentlichungen, die zur Popularisierung der Gefäßmedizin beitragen - Herausragende medizinhistorische Forschungsarbeiten über chirurgische Fächer |
| Karl-Kremer-Preis            | 2000             | Auszeichnung einer hervorragenden Arbeit auf gefäßchirurgischem oder gefäßmedizinischem Gebiet |
| Promotionsstipendium der DGG | 1985             | Unterstützung von Doktorand*in (bis zum 40. Lebensjahr) bei der Durchführung einer experimentellen Arbeit im Bereich der vaskulären Medizin. |
| Julius-Springer Preis        | 2010             | Preis für eine herausragende Arbeit, die in der Zeitschrift Gefässchirurgie veröffentlicht wurde. Hierdurch soll insbesondere der wissenschaftliche Nachwuchs gefördert werden |
| Wissenschaftspreis der DGG   | 1986             | Preis für hervorragende publizierte Arbeiten auf gefäßchirurgischem Gebiet |
| MaGiC-Stipendiumprogramm     | 2010             | Das Stipendienprogramm adressiert gezielt Studierende und Promovierende der Medizin, die das Fach „Gefäßchirurgie und Gefäßmedizin“ als zukunftsorientiertes, innovatives Fach mit seinen besonderen Karrierechancen näher kennenlernen möchten. Sie werden zur Jahrestagung eingeladen und können an einem spezifisch auf sie abgestimmten Programm teilnehmen. Es können jeweils 2 Studierende aus einer Einrichtung an der MAGiC-Kampagne teilnehmen. Die Studierenden sollten mindestens das zweite klinische Semester absolviert haben. |

## Geschichte
Der Verein wurde am 7. Dezember 1984 als Deutsche Gesellschaft für Gefäßchirurgie (DGG) in München gegründet. Der erste Präsident war Henner Müller-Wiefel. 1988 gelang es der jungen Fachgesellschaft bei der Novellierung der Weiterbildungsordnung, die Gefäßchirurgie als eigenständige Spezialisierung aus dem Teilgebiet „Thorax- und Kardiovascularchirurgie“ herauszulösen. Im gleichen Jahr fand die erste gemeinsame Jahrestagung mit der Österreichischen Gesellschaft für Gefäßchirurgie statt. 1995 schloss sich die Schweizer Gesellschaft für Gefäßchirurgie an. So entstand die sogenannte „Dreiländer-Tagung“, welche jedes dritte Jahr abwechselnd in Deutschland, Österreich oder der Schweiz stattfindet. Als gemeinsames Sprachorgan der drei Fachgesellschaften wurde 1995 die Zeitschrift „Gefäßchirurgie“ ins Leben gerufen. Zur Förderung der Fortbildung, insbesondere in innovativen Bereichen wurde 2006 die Private Akademie DGG gGmbH gegründet. Im Folgejahr fanden bereits die ersten Kurse zur Weiterbildung zum Gefäßassistenten statt.
Das Deutsche Institut für Gefäßmedizinische Gesundheitsforschung gGmbH (DIGG) wurde 2009 als 100%ige Tochter der DGG gegründet. Das Ziel dabei war Versorgungsforschung und Qualitätssicherung in der Gefäßchirurgie und Gefäßmedizin zu realisieren und zu fördern.
2010 wurde die DGG in Deutsche Gesellschaft für Gefäßchirurgie und Gefäßmedizin – Gesellschaft für operative, endovaskuläre und präventive Gefäßmedizin e. V. umbenannt.
Im Jahr 2023 zählte die DGG mehr als 3.000 Mitglieder.

## Präsidenten
Die Past-Präsidenten der Gesellschaft waren:
- 2021–2022 Markus Steinbauer
- 2019–2020 Dittmar Böckler
- 2017–2018 Thomas Schmitz-Rixen
- 2015–2016 Giovanni Torsello
- 2013–2014 Eike Sebastian Debus
- 2011–2012 Werner Lang
- 2009–2010 Hans-Henning Eckstein
- 2007–2008 Hans-Joachim Florek
- 2005–2006 Klaus Balzer
- 2003–2004 Ludger Sunder-Plassmann
- 2001–2002 Hans Schweiger
- 1999–2000 Dieter Raithel
- 1997–1998 Jens Rainer Allenberg
- 1995–1996 Peter Carl Maurer
- 1993–1994 Wilhelm Sandmann
- 1991–1992 Hans-Martin Becker
- 1989–1990 Henning Loeprecht
- 1984–1988 Henner Müller-Wiefel